# Larinus curtus
Larinus curtus es una especie de escarabajo del género Larinus, tribu Lixini, familia Curculionidae. Fue descrita científicamente por Hochhuth en 1851.
Se distribuye por Estados Unidos, Rusia, Grecia, Italia, España, Turquía y Ucrania. La especie se mantiene activa durante los meses de enero, mayo, junio, julio y agosto. Es de color marrón oscuro o negro con pelos moteados de color claro en su cuerpo. Mide unos 6 milímetros (1⁄4 pulgadas) de largo. La hembra pone huevos brillantes, de color blanco lechoso, de forma ovalada, en la base de las flores amarillas abiertas.